# Afromorgus chinensis
Afromorgus chinensis är en skalbaggsart som beskrevs av Karl Henrik Boheman 1858. Afromorgus chinensis ingår i släktet Afromorgus och familjen knotbaggar. Inga underarter finns listade i Catalogue of Life.